# Кімната з видом
«Кімната з видом» (англ. A Room with a View) — мелодраматичний кінофільм режисера Джеймса Айворі, що вийшов на екрани в 1986 році. Екранізація однойменного роману Е. М. Форстера. Головні ролі виконують Гелена Бонем Картер, Джуліан Сендс, Меггі Сміт і Денієл Дей-Льюїс. Три премії «Оскар» за кращий адаптований сценарій, декорації й дизайн костюмів, номінація в категорії «Кращий фільм року».

## Сюжет
Початок XX століття. Молода дівчина Люсі Ганічерч (Гелена Бонем Картер) вирушає в Італію разом з літньою кузиною й у Флоренції знайомиться з молодим англійцем Джорджем Емерсоном (Джуліан Сендс). Повернувшись до Англії, вона постає перед вибором: або погодитися на схвалюваний матір'ю і суспільством шлюб з освіченим і вкрай благопристойним нареченим, або віддатися раптовому потягу до дивного, але щирого юнака?

## У ролях

### У Флоренції
- Гелена Бонем Картер — Люсі Ганічерч
- Джуліан Сендс — Джордж Емерсон
- Меггі Сміт — Шарлотта Бартлетт
- Денголм Елліотт — містер Емерсон
- Саймон Келлоу — преподобний містер Біб
- Джуді Денч — Елеонора Левіш, письменниця
- Патрік Ґодфрі — преподобний містер Ігер, капелан англіканської церкви Флоренції
- Фабіа Дрейк — міс Катерина Алан
- Джоан Генлі — міс Тереза Алан
- Аманда Вокер — господарка готелю

### В Англії
- Денієл Дей-Льюїс — Сесіл Вайз, наречений Люсі
- Розмарі Ліч — місис Ганічерч, мати Люсі
- Руперт Ґрейвс — Фредді Ганічерч, брат Люсі
- Марія Бритнева — місис Вайз, мати Сесіла
- Пітер Селлиер — сер Ґаррі Отвей, домовласник
- Міа Фозергилл — Мінні Біб

## Нагороди та номінації
Премія «Оскар» (1987):
- Найкращий фільм — продюсер: Ісмаїл Мерчант (номінація)
- Найкраща робота режисера — Джеймс Айворі (номінація)
- Найкращий адаптований сценарій — Рут Правер Джабвала (нагорода)
- Найкращий актор другого плану — Денхолм Елліотт (номінація)
- Найкраща акторка другого плану — Меггі Сміт (номінація)
- Найкраща операторська робота — Тоні Пірс-Робертс (номінація)
- Краща робота художника — Джанні Кваранта, Брайан Екланд-Сноу, Брайан Сейвгар, Еліо Альтрамура (нагорода)
- Найкращий дизайн костюмів — Дженні Беван, Джон Брайт (нагорода)

Премія «Золотий глобус» (1987):
- Найкращий драматичний фільм (номінація)
- Найкраща робота режисера — Джеймс Айворі (номінація)
- Найкраща акторка другого плану в кінофільмі — Меггі Сміт (нагорода)

Премія BAFTA (1987):
- Найкращий фільм — Ісмаїл Мерчант, Джеймс Айворі (нагорода)
- Найкраща робота режисера — Джеймс Айворі (номінація)
- Найкращий адаптований сценарій — Рут Правер Джабвала (номінація)
- Найкраща акторка — Меггі Сміт (нагорода)
- Найкращий актор другого плану — Саймон Келлоу (номінація)
- Найкращий актор другого плану — Денхолм Елліотт (номінація)
- Найкраща акторка другого плану — Джуді Денч (нагорода)
- Найкраща акторка другого плану — Розмарі Ліч (номінація)
- Найкращий монтаж — Хамфрі Діксон (номінація)
- Найкраща робота оператора — Тоні Пірс-Робертс (номінація)
- Краща музика до фільму — Річард Роббінс (номінація)
- Найкращий дизайн костюмів — Дженні Беван, Джон Брайт (нагорода)
- Найкраща робота художника-постановника — Джанні Кваранта, Брайан Екланд-Сноу (нагорода)
- Найкращий звук — Тоні Ленні, Рей Беккетт, Річард Кінг (номінація)

Премія «Давид ді Донателло» (1987):
- Найкращий іноземний фільм — реж.  Джеймс Айворі (нагорода)
- Найкращий іноземний режисер — Джеймс Айворі (нагорода)

Також:
- 1986 — участь у конкурсній програмі Венеційського кінофестивалю.
- 1986 — дві премії Національної ради кінокритиків США: найкращий фільм, кращий актор другого плану (Деніел Дей-Льюїс).
- 1987 — номінація на премію Гільдії режисерів США за найкращу режисуру художнього фільму (Джеймс Айворі).
- 1987 — премія Гільдії сценаристів США за найкращий адаптований сценарій (Рут Правер Джабвала).
- 1987 — спеціальна премія «Незалежний дух».
- 1987 — премія Лондонського гуртка кінокритиків за найкращий фільм року.